# Дегай, Александр Павлович
Александр Павлович Дегай (25 ноября (7 декабря) 1818 — 24 февраля (8 марта) 1886) — астраханский губернатор, действительный тайный советник.

## Биография
Родился 25 ноября (7 декабря) 1818 года в семье юриста, впоследствии — сенатора, Павла Ивановича Дегая (1792—1849).
В 1837 году окончил Школу гвардейских подпрапорщиков и кавалерийских юнкеров, произведён в прапорщики, служил в лейб-гвардии Гренадерском полку, с 1839 года — батальонный адъютант.
В 1843 году вышел в отставку с военной службы и в том же году поступил чиновником по Министерству внутренних дел. С 1844 года состоял чиновником особых поручений и переводчиком хозяйственного департамента. В 1846 году был пожалован званием камер-юнкера Двора Его Императорского Величества. В 1848—1850 гг. — чиновник особых поручений при департаменте духовных дел иностранных исповеданий, одновременно продолжал исполнять должность переводчика при хозяйственном департаменте. В 1856 году был назначен чиновником особых поручений при Министерстве внутренних дел, в 1859 году — доверенным чиновником от Министерства внутренних дел по цензурному рассмотрению статей, присланных на заключение министерства. В середине 1850-х гг. состоял членом и делопроизводителем комитета Министерства внутренних дел для обсуждения мер по устройству центральных домов для умалишённых; в 1856 году — в комиссии по разработке медицинских и карантинных мер при возвращении занятых неприятелем в Крыму местностей. За время службы неоднократно был командирован в губернии с различными заданиями:
- по делам народного продовольствия (1846 — Курская, Харьковская, Екатеринославская, Херсонская);
- для осмотра сельских запасных магазинов, наблюдения за прогоном скота и собирания сведений о положении хлебов и урожае (1847 — Курская, Владимирская);
- для наблюдения за прогоном скота в столицы (1849 — Курская);
- по делам народного продовольствия (1850 — Курская);
- по секретному делу по предписанию министра внутренних дел (1855 — разные губернии);
- для обозрения сельских запасных магазинов в помещичьих имениях (1855 — Полтавская, Харьковская, Курская);
- для ревизии заведений, подведомственных губернскому приказу общественного призрения (1855 — Полтавская);
- для внезапной ревизии сумм приказов общественного призрения (1857—1858 — Курская, Черниговская, Минская, Московская, Тульская).

В 1860 г. произведён в действительные статские советники. В 1861—1868 гг. — астраханский гражданский губернатор, председатель совета Астраханского института для девиц. Содействовал развитию предпринимательства, установлению регулярного пассажирского сообщения по Волге. В период его губернаторства были созданы Астраханское отделение госбанка (1864), Управление рыбных и тюленьих промыслов (1866), Астраханская контрольная палата (1866); открыты периодические издания — газеты «Волга» (1862), «Астраханский справочный листок», «Восток» (1866).
В 1868 году был произведён в тайные советники. В 1869 году, 30 января, у Александра Павловича и Любови Адриановны Дегай родилась дочь Мария.
Почётный мировой судья по Дмитровскому уезду (с 1870). Почётный опекун для присутствия в Московском опекунском совете (с 1871), также член совета по учебной части Московского Николаевского сиротского института (1872—1873), попечитель Московского коммерческого училища (с 1874). Член совета Николаевского сиротского института по хозяйственной части (1878—1879). В 1881 году произведён в действительные тайные советники.
Был знаком с М. Ю. Лермонтовым.
Умер 24 февраля (8 марта) 1886 года. Похоронен в некрополе Новодевичьего монастыря в Москве.

## Награды
- Орден Святого Станислава 1-й степени (1861).
- Орден Святой Анны 1-й степени (1864).
- Орден Святого Владимира 2-й степени (1867).
- Орден Белого орла (1874).
- Орден Святого Александра Невского (1878).